# Henryk Szlązak

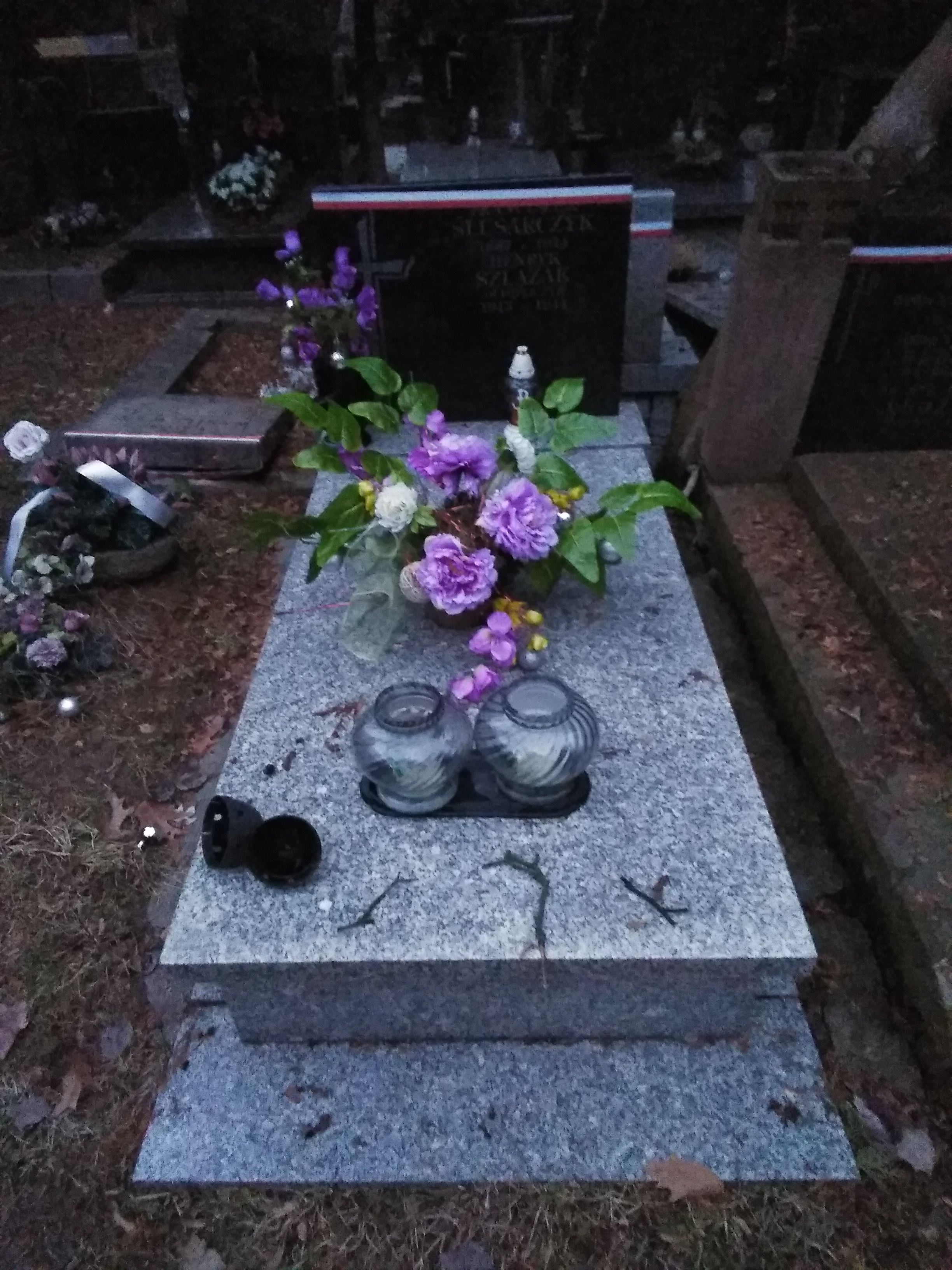
Grób Henryka Szlązaka na Cmentarzu Wojskowym na Powązkach

Henryk Szlązak (ur. 3 marca 1913 w Jeziornie, zm. 30 września 1944 w Warszawie) – polski zapaśnik, olimpijczyk z Berlina 1936.

## Życiorys
Zawodnik Legii Warszawa. Specjalista od stylu klasycznego. Na igrzyskach olimpijskich w 1936 wystartował w wadze piórkowej, zajmując w turnieju 7. miejsce.
Podczas okupacji niemieckiej członek Armii Ludowej. Zginął w powstaniu warszawskim 30 września 1944 na ulicy Krasińskiego róg Kaniowskiej, tuż przed próbą przedostania się przez Wisłę do oddziałów polskich stacjonujących na Pradze.